# Kopfweide

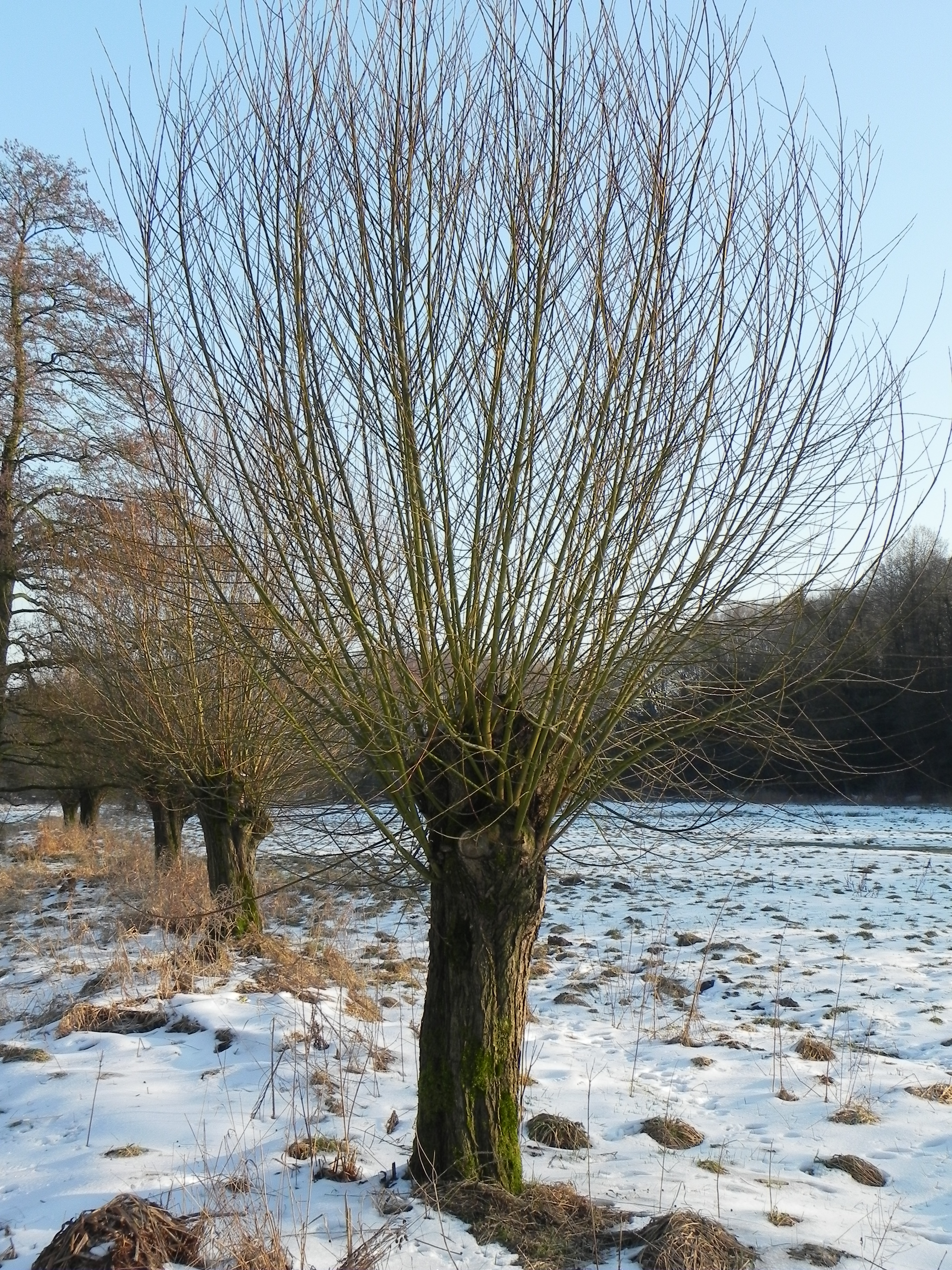
Junge Kopfweide

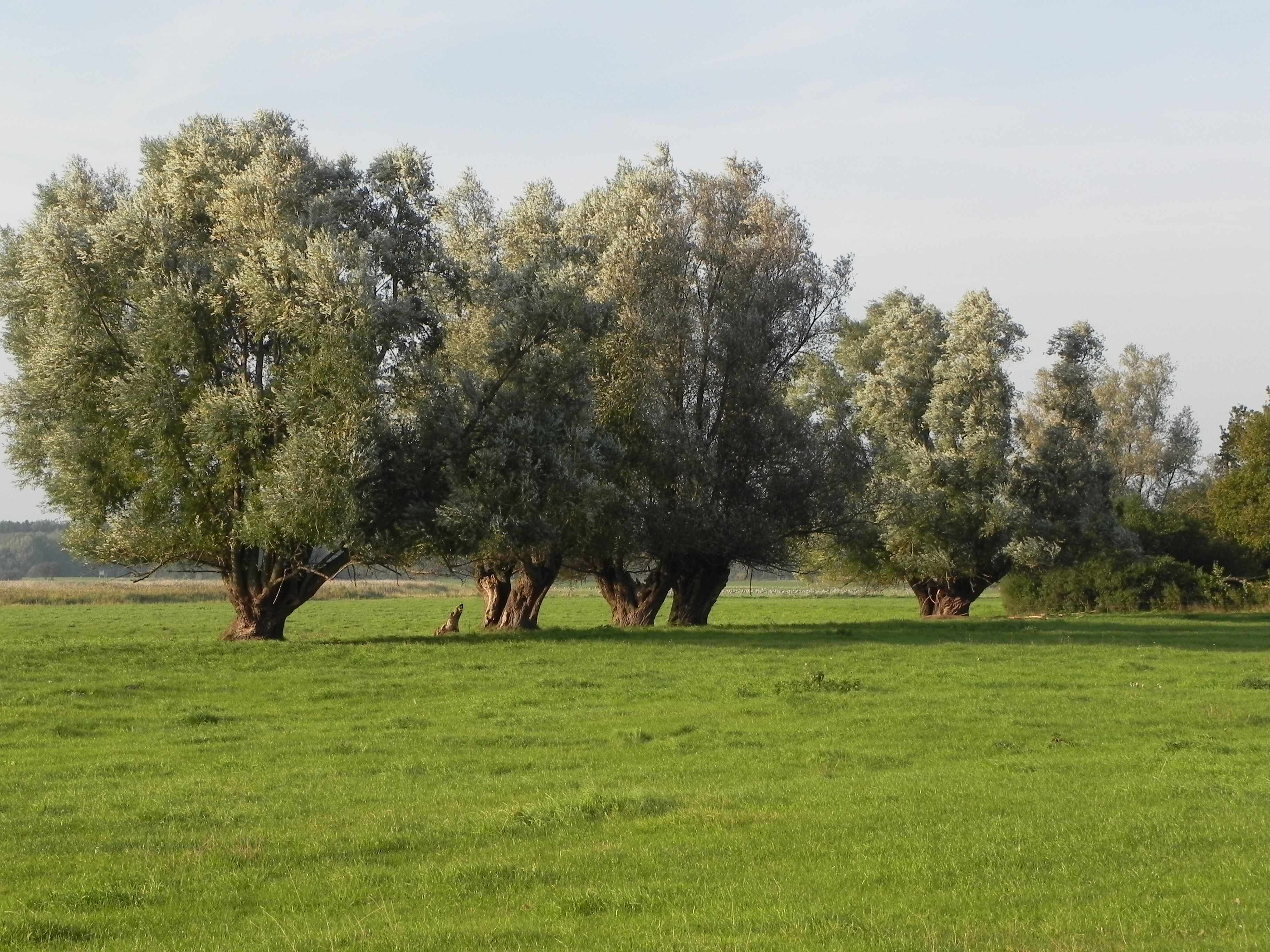
Alte Kopfweiden in Nordvorpommern

Kopfweide in Verwechselten Farben, Wappen von Zechin (Märkisch-Oderland)

Als Kopfweide bezeichnet man eine Weide, deren Stamm als Jungbaum auf einer Höhe von etwa 1 bis 3 Metern eingekürzt wurde und deren Zweige in der Folge regelmäßig beschnitten werden (Schneitelung). Auch andere Baumarten wie Eschen, Pappeln oder Linden werden geschneitelt, sodass sich daraus Kopfbäume entwickeln (siehe auch Kopflinde).

## Allgemeines
Als Arten nutzt man hierzu meist die Silber-Weide (Salix alba) oder die Korb-Weide (Salix viminalis). An der Schnittfläche treibt der so behandelte Baum in großer Zahl neue Triebe aus. Diese Ruten lassen sich gut erreichen und zur wirtschaftlichen Nutzung abschneiden (schneiteln). Im Laufe der Zeit verdickt sich der oberste Abschnitt des Stammes; durch den wiederholten Kopfschnitt entsteht der Kopf der Weide. Ist eine Weide einmal zur Kopfweide geschnitten worden, muss sie regelmäßig gepflegt werden. Alle drei bis zehn Jahre ist ein Schnitt notwendig, der Zeitraum ergibt sich aus der gewünschten Nutzung, Ruten zum Flechten werden in kurzen Abständen geschnitten, für die Nutzung als Pfosten oder Stiele wird länger gewartet. Bereits ein um wenige Jahre längeres Intervall (15 bis 20 Jahre) kann dazu führen, dass der Baum, dessen Statik durch große Äste verändert ist, unter deren Last teilweise auseinanderbricht (vgl. auch: Totholz). Dieser Effekt erklärt die große Anzahl an bizarren, beschädigten Kopfweiden, deren Vitalität aber derartig große Schäden noch lange kompensieren kann.
Da Äste von Weiden früher häufig als Pfähle für das Errichten von Weidezäunen benutzt wurden, entstanden aus diesen Pfählen durch die enorme Regenerationsfähigkeit der Weiden neue Pflanzen. Aus diesem Grund stehen Kopfweiden häufig (z. B. am Niederrhein) in einer Reihe. Eine moderne Form der Weidennutzung ist der Lebendverbau, hierbei werden lebende Zweige zur Erstellung von Bauwerken verwendet. Von der Befestigung von Hängen durch das Verwurzeln der Äste, bis zu beachtlichen Gebäuden aus lebendem Holz (wie z. B. einem Weidendom) reicht die Verwendungsmöglichkeit. Für den Einsatz als Faschine können sowohl lebende wie auch bereits getrocknete Ruten verwendet werden. Einerseits liefert totes Material eine hohe Belastbarkeit, aber die austreibenden, lebend verbauten Ruten sichern mit ihren Wurzeln die Erdmassen deutlich effektiver. Allerdings ist das dabei entstehende Weidenfeld nicht überall gewünscht.
Die gewonnenen Ruten wurden in früheren Zeiten für die Korbflechterei (Korb-Weide) oder in Verbindung mit Lehm als Baumaterial für Häuserwände benutzt. Ältere bzw. durchgewachsene Äste wurden für die Herstellung von Besen- und Werkzeugstielen verwendet.
Heute gibt es kaum noch eine wirtschaftliche Nutzung der Weiden, da sich industrielle Ersatzprodukte durchgesetzt haben; dementsprechend werden Kopfweiden heute auch nur noch selten gepflegt (Stand 2006). Wird heutzutage noch eine Pflege durchgeführt, so meistens durch Naturschutzorganisationen, die sich für den Erhalt der Kopfweiden als Lebensraum zahlreicher Tierarten einsetzen, vor allem die in ihrem Bestand bedrohten Fledermäuse und Eulen. Diese Tiere finden in den häufig hohlen Stämmen Unterschlupf und Nistgelegenheiten. Sowohl die männlichen als auch die weiblichen Weiden mit ihren Kätzchen bieten den Bienen im Frühjahr die erste Nahrung. Darum werden in der Regel in einem Jahr nicht alle Weiden eines Bestandes geschneitelt, sondern abwechselnd immer nur einzelne.
Kopfweiden sind prägend für das Erscheinungsbild der Region Niederrhein, aber auch anderer Regionen, wie z. B. Vorpommern oder Mecklenburg.
Der niederrheinische Kreis Wesel und die schweizerische Gemeinde Widnau tragen eine Kopfweide im Wappen, das der Gemeinde Lambrechtshagen zeigt zwei Bäume dieser Art.

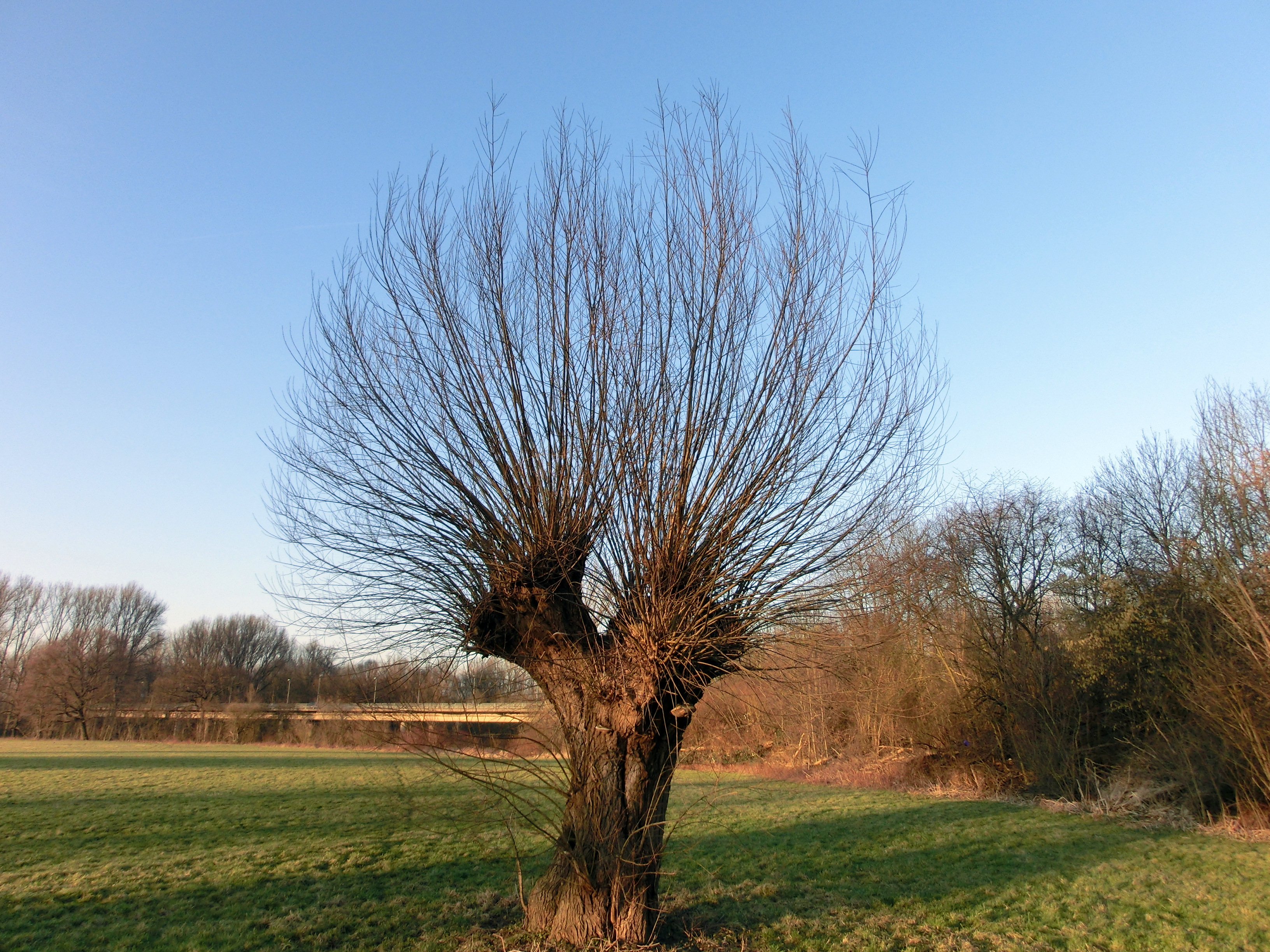
Kopfweide in der Siegaue vor Rückschnitt, Februar 2015
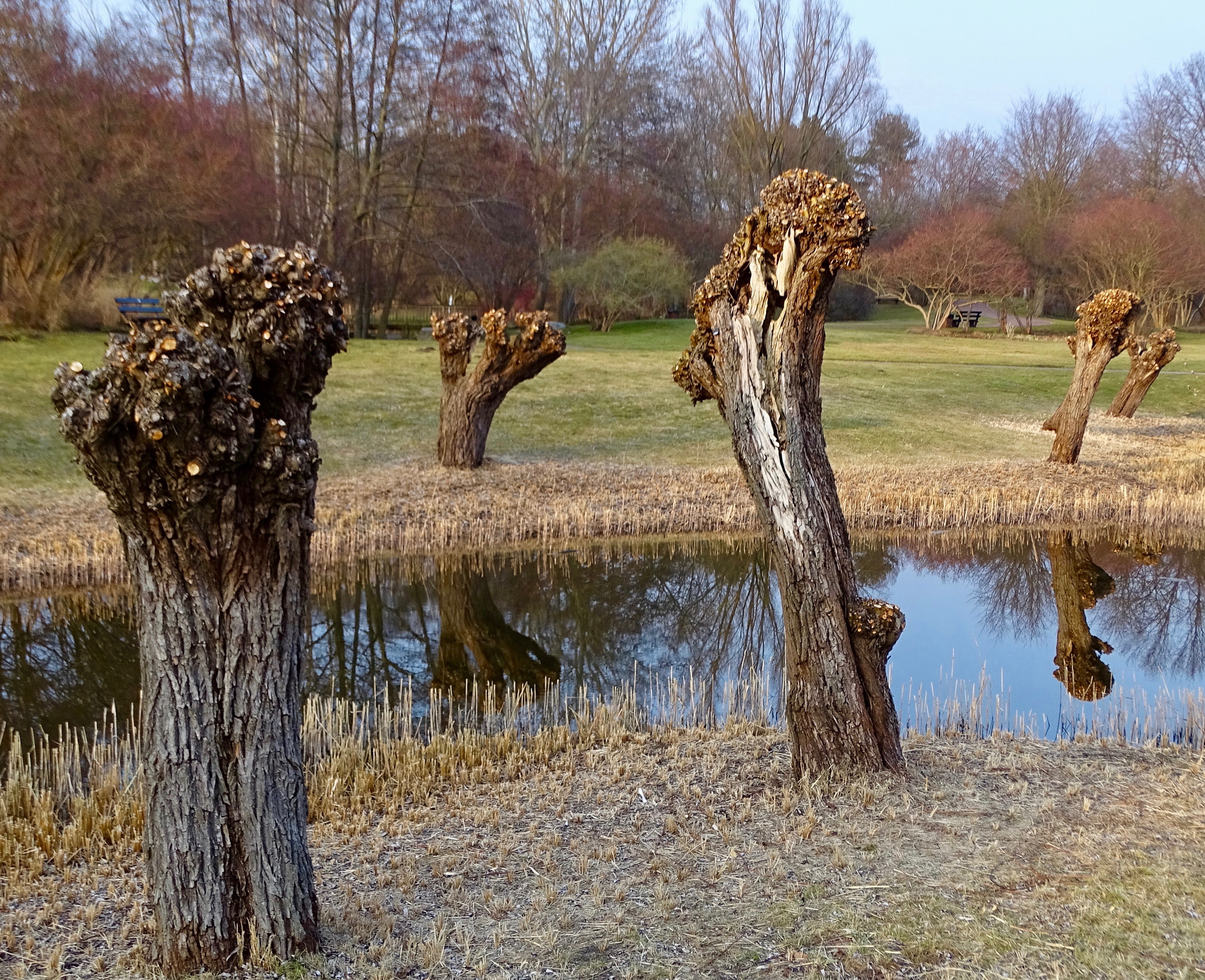
Kopfweiden nach der Schneitelung, Berlin, Britzer Garten, März 2018
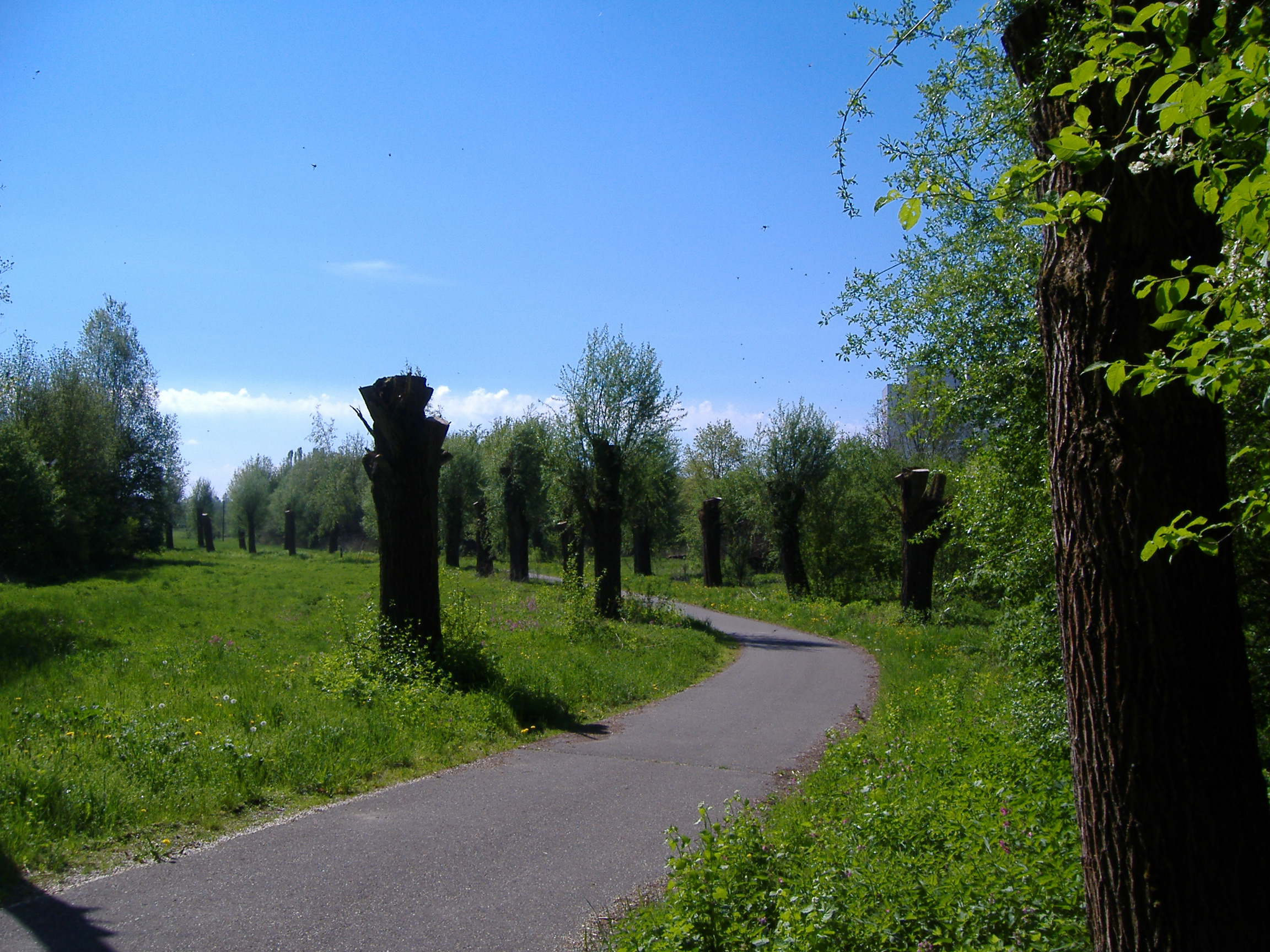
Seltene Kopfweidenallee bei Wittislingen
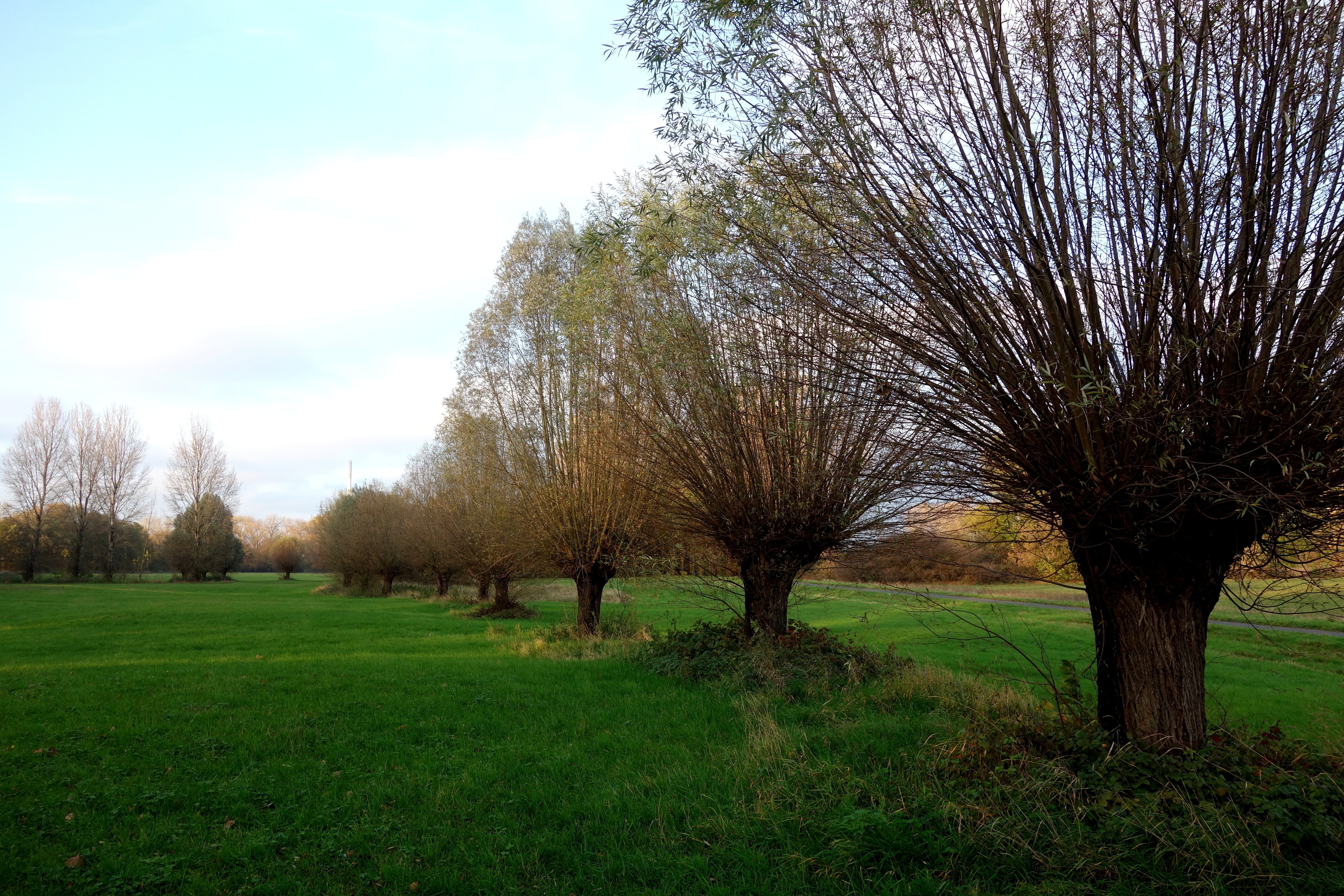
Kopfweidenallee in der Köln-Flittarder Rheinaue mit teilweise entlaubten Zweigen (November 2020)
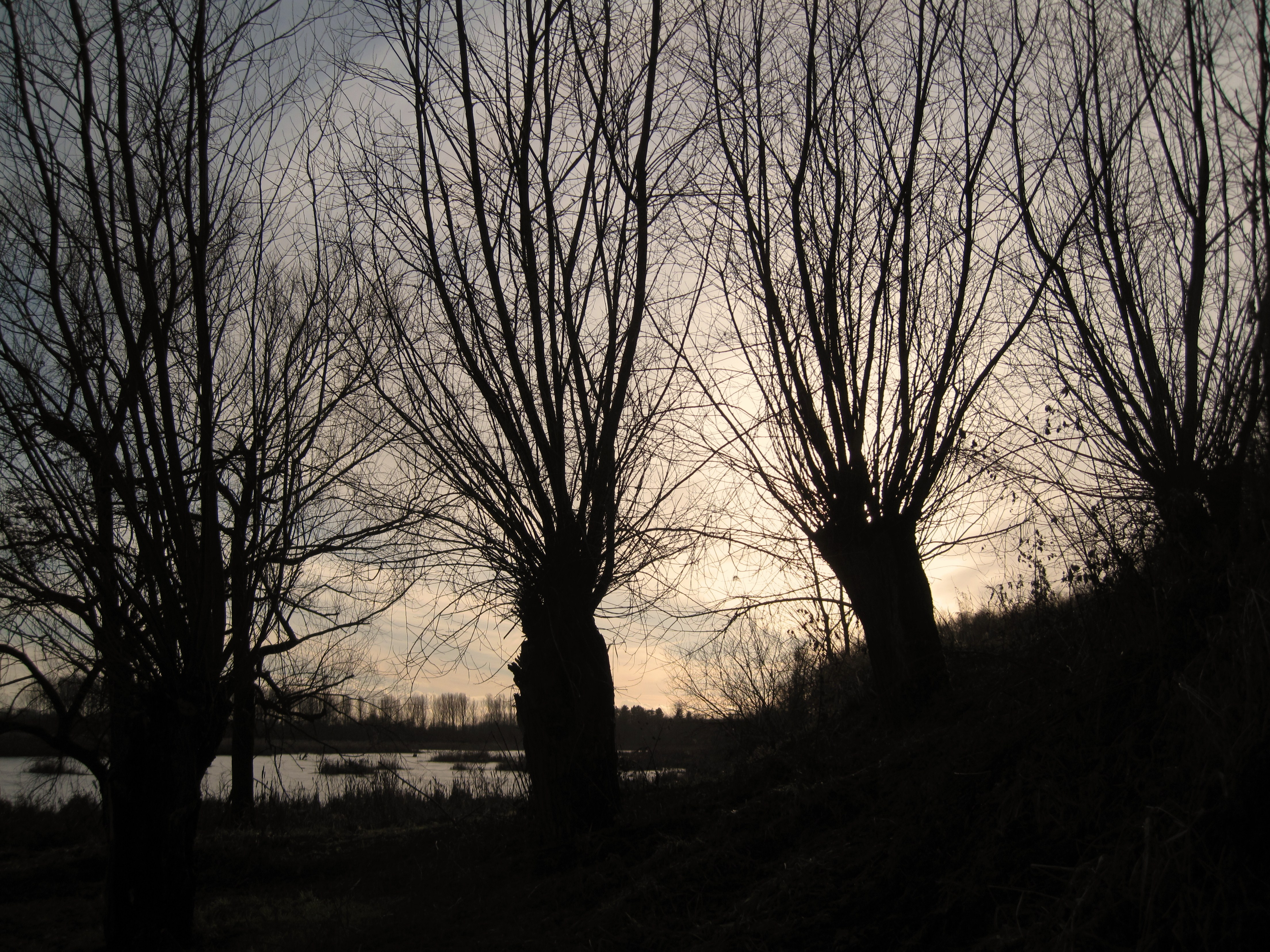
Kopfweiden in den Niederlanden
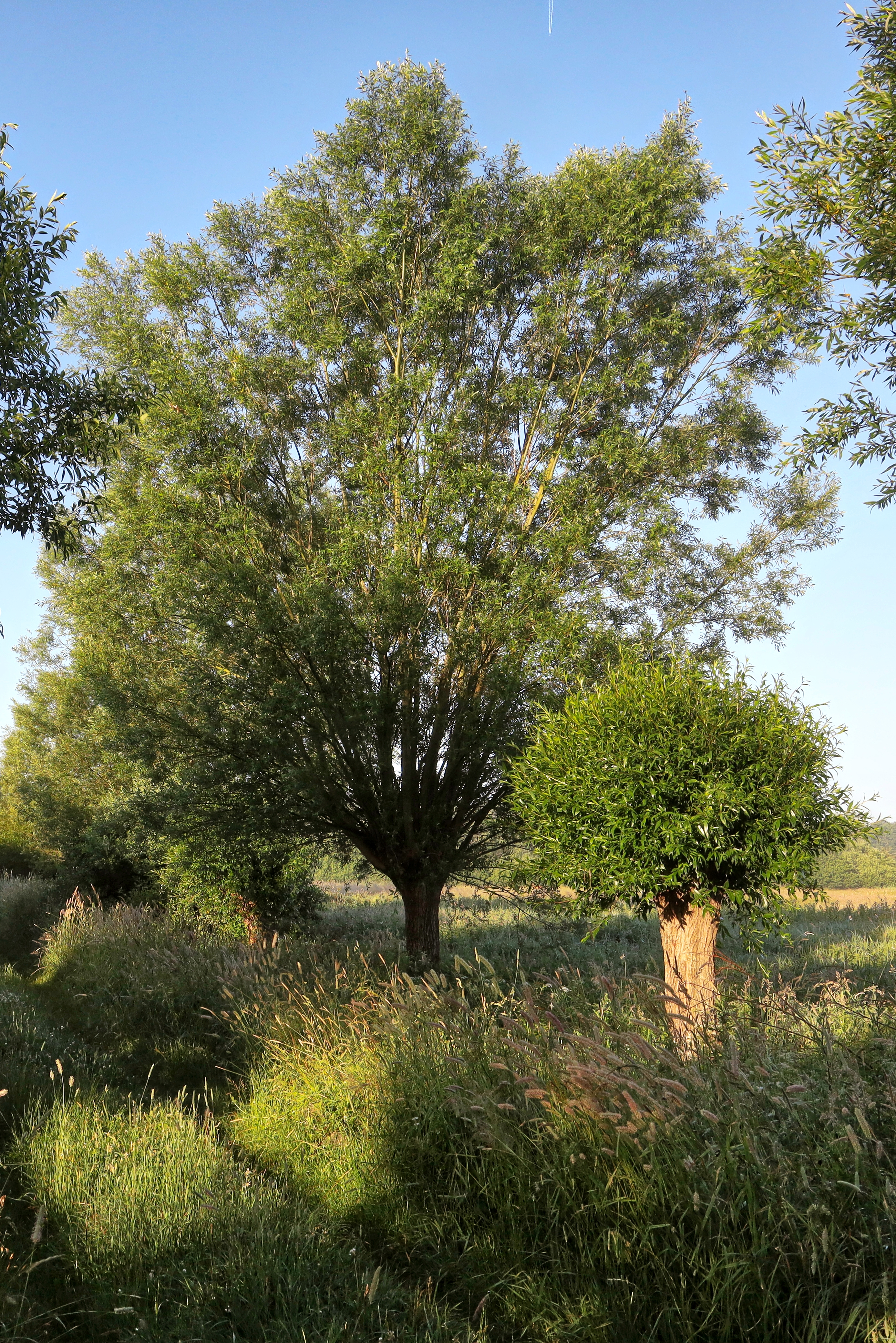
Kopfweiden in unterschiedlichen Beschnittstadien im NSG Oberalsterniederung
Alter Kopfbaum als Biotop

## Film
- Lebensraum Kopfbaum. Vom nachhaltigen Nutzen des Baumschnitts. (OT: Trognes, les arbres aux mille visages.) Dokumentarfilm, Frankreich, 2017, 51:35 Min., Buch und Regie: Timothée Janssen, Produktion: Camera Lucida Productions, arte France, Erstsendung: 8. Juni 2018 bei arte, Inhaltsangabe von ARD, online-Video.